# Come By Chance River
Come By Chance River är ett vattendrag i Kanada.   Det ligger i provinsen Newfoundland och Labrador, i den östra delen av landet, 1 700 km öster om huvudstaden Ottawa.
I omgivningarna runt Come By Chance River växer i huvudsak blandskog. Runt Come By Chance River är det ganska glesbefolkat, med 29 invånare per kvadratkilometer.